# Rožanstvo
Rožanstvo (em cirílico: Рожанство) é uma vila da Sérvia localizada no município de Čajetina, pertencente ao distrito de Zlatibor, na região de Stari Vlah. A sua população era de 382 habitantes segundo o censo de 2011.

## Demografia
| 1948 | 1953 | 1961 | 1971 | 1981 | 1991 | 2002 | 2011 |
| ---- | ---- | ---- | ---- | ---- | ---- | ---- | ---- |
| 1023 | 1022 | 990  | 776  | 622  | 532  | 457  | 382  |